# Адола (народ)
Адола (жоадола или бадама) — западно-нилотский народ группы южные луо в Уганде.
Проживают на юго-востоке страны в округе Тороро (англ. Tororo District) Восточной области (англ. Eastern Region, Uganda).
По переписи 2002 года в Уганде было 359 659 представителей адола.
Язык — адола (дхопадола) (англ. Dhopadhola). Язык входит в восточно-суданскую группу нило-сахарской языковой семьи.